# Svenska cupen i fotboll för damer 1991
Svenska cupen i fotboll för damer 1991  spelades säsongen 1991 och vanns av Öxabäck IF som slog Gideonsbergs IF i finalen med 3-2.

## Omgång 1
IS Halma – Lunds BK 4 – 2

Lörby IF – Bjärreds IF 1 – 2

Runsten/Möckleby IF – Önnestads BoIF, 0 – 2

Rödsle BK – IK Sleipner, 11 – 0,

Hästveda IF – IF Trion 1 – 3

Skillinge IF – Söder IF 0 – 4

Råå IF – Valinge IF 1 – 4

Husie IF – Kristianstads FF, 2 – 8

IF Böljan – Vitsjö GIK 1 – 3

Byltorps IF – Växjö BK, 0 – 8

Onsala BK – Älvängens IK, 0 – 5

Stigens IF – Landvetter IF, 0 – 6

Holmalunds IF – Varbergs GIF, 0 – 6

Länsmansgårdens DFK – Kroängs IF, 8 – 0

Timmele GoIF – IK Oddevold, walk over till Timmele

Lysekils FF – Mölnlycke IF, 1 – 0

Gonghesters SK – Stala IF, 5 -0

Lysekils FF – Mölnlycke IF, 1 – 0

Gonghesters SK – Stala IF, 5 -0

BK Alos – Niltorps IK, 1 – 4

Vänstersborgs IF – IF Viken 0 – 5

Skepplanda BTK – Mossens BK 0 – 7

Trävads IF – Brålanda IF 1- 4

Källby IF – IFK Kumla 0 – 2

Varfotfta SK – Tuve IF 0 – 4

Tidaholms GoIF – Stenkullens GoIK 0 – 10

BK Sting – Sandhults SK 0 – 2 

Vämbs IF – Ytterby IS 2 – 1

QBIK – Norra Fågelås IF 2 – 1

Åtorps IF – Lidköpings FF 2 – 3

IK Arvika – IK Sturehov 0 – 2

Axbergs IF – Slottsbrons IF 1 – 2

Fågelsta AIF – Moholms SK 0 – 9

Vivalla IF – Falköpings KIK 6 – 1

Filipstads FF – Kungsörs SK 1 – 0

IFK Askersund – IFK Skoghall 0 -7

DFK Värmbol – Rävåsens IK 0 – 1

Boxholms IF – Julita GoIF 1 – 2

Triangelns IK – Linghems SK 0 – 4

Eneby BK – Nykvarns SK 6 – 2

Hargs BK – Mjölby Södra IF 0 – 4

Järna Idrott – Sturefors IF 2 – 1

Lillkyrka IF – Saltängens BK 0 – 7

P18 – Sundbybergs IK 4 – 2

Edsbergs IF – Dalhem If 1 – 5

Roslagskulla IF – Skiljebo SK 2 – 3

Himmeta IF – Flens Södra IK 0 – 2

Djurö/Vindö IF – IFK Nyköping 0 – 7

Storvreta IK – Vallentuna BK 0 – 1

Östervåla IF – Västanfors IF 0 – 1

Heby AIK – Sätra SK 2 – 1

IFK Salem – Tunafors SK 1 – 2

Torshälla/Nyby IS – IFK Skogås 0 – 1

Broängen – Bollstanäs SK  2 – 3

Skultuna IS – Vendelsö IK 5 – 6(straffar)

Ålberga GIF – Råsunda IS 0 – 8

Övergrans IF – IFK Viksjö 3 – 1

IK Franke – IF Brommapojkarna 0 – 6

Skånela IF – IF Bele 0 – 2

Röfors IF – Hällbybrunns IF 0 – 6

Vagnhärads SK – Rönninge SK DFF 2 – 3

IFK Österåker – Huddinge/Stuvsta IF 0 – 4

Västerås IK – Tullinge TP 4 – 5(efter förlängning)

Lagunda AIK – Skå IK 1 – 2

Bålsta IF – Norsborg/Segeltorps IF 5 – 4(efter straffar)

## Omgång 2
Önnestads BOIS – Söder IF 1 – 0

IS Halmia – Kristianstads FF 0 – 7

Rödsle BK – Mjölby Södra IF 6 – 5(efter straffar)

Vitsjö GIK – Vallinge IF 4 – 6(efter straffar)

IF Trion – Stattena IF 5 – 1

Växjö BK – Bjärred IF 7 – 1

Timmele GoIF – Landvetter IF 5 – 6(efter straffar)

Gånghester SK – Varbergs GIF 2 – 5

Älvängenes IK – Niltorp IK 7 – 1

IF Viken – Lidköpings FF 2 – 3(efter förlängning)

Lysekils FF – Sils IF 2 – 1

Länsmansgårdens DFK – Brålanda IF 1 – 2

Tuve IF – Mossen/Slottskogen 2 – 4

Stenkullen GoIK – Sandhult SK 5 – 0

Våmbs IF – IFK Kumla 5 – 0

QBIK – Moholms SK 0 – 6

Stentorps IF – Rävåsens IK 0 – 3

Västanfors IF – Filpistads FF 2 – 0

Vivalla IF – IFK Skoghall 2 – 0

Slottsbrons IF – IK Sturehov 1 – 2

Julita GoIF – Borens IK 1 – 5

Flens Södra IK – Eneby BK 2 – 4

Linghems SK – IFK Nyköping 0 – 5

Saltängens BK – Tunafors SK 3 – 1

Hällbybrunns IF – Skå IK 1 – 0

Järna idrott – Bollstanäs SK 1 – 5

IK Bele - Huddinge/Stuvsta IF 0 – 3

P 18 – Rönninge SK DFF 3 – 2

IF Brommapojkarna – Rimbo IF 0 – 1

Östhammars SK – Råsunda IS 1 – 0

Siljebo SK – Bålsta IF 0 – 1(efter förlängning)
Vallentuna BK – Vendelsö IK 0 – 2

IFK Skogås – Åshammars/Kungsgården 3 -1

Tullinge TP – IFK Hedemora 3- 4

Smedjebackens FK – Surahammars 0 – 1

S/s Lima – Ornäs Bk 1 – 8

IFK Ludvika – Heby AIK 5 – 3

Valbo FF – Idre/Sätra SK, Valbo vinner på walk over

Malungs IF – Skutskärs IF 0 – 9

Alfta IF – Västerås BK 300 – 5

Stensätra IF – Gagnefs IF 6 -0

Korsnäs IF – Kilafors IF 0 – 3

Övergrans IF – Hagaströms SK 2 – 0

Korskogens IK – Malfors IF 2 – 1

Ålandsbro AIK – Ljusdals IF 1 – 0

Myssjö/Ovokens IF – Sund IF 1 – 2

Sandarne SIF- Alnö IF 0 – 4

Strömsund/Hammerdal – Domsjö 1 – 3

IFK Timrå – Järpens IF 4- 1

Salsåker/Ullånger IF – Bergsjö IF 2 – 1

Hede IK – Frösö IF 0 – 3

Anundsjö IF – Sollefteå GIF 1 – 0(efter förlängning)

Umeå IK FF – Arnäs IF 7 – 0

Örnsköldsviks FF – Burträsk Ik 0 – 4

Sörfors IF – Sidensjö IK 2- 1

Hjoggsjö IF – MG 83 1 – 0

Betsele IF – Sandåkers SK 0 – 1

Piteå IF – Sjöland IF 2 -1

Öjeby IF – Assi IF 0 – 2

Lövånger/Uttersjöbcken AIK – Lira BK 3 -1

Luleå SK – Kiruna BoIS 0 – 4

IFK Arvidsjaur – Morön BK 1 – 0

## Omgång 3
Rödsle BK – IF Trion 0 – 3

Kristianstads FF – Östers IF 0 -1

Önnestads BoIF – Växjö BK 0 – 6

Valinge IF – Askeröds IF 0 – 1

Varbergs GIF – Mariedals IK 0 – 1

Landvetter IF – Rölanda IF 3 – 0

Lysekils FF – Stenkulles GoIF 6 – 4(efter straffar)

Brålanda IF – Slotsbrons IF 5 – 0

Mossen/Slottskogen – Trollhättans IF 1 – 7

Lidköpings FF – Älvängens IK 0 – 3

Våmbs IF –Moholm SK 1 – 5

Västanfors IF – Rävåsens IK 2 – 6

Vivalla IF – Mallbackens IF 0 – 7

IFK Nyköping – Karlslunds IF 2- 5

Borens IK – Hällbybrunns IF 1 – 0

Bollstanäs SK – Saltängens BK 0 – 2

Huddinge/Stuvsta IF – Bälinge IF  2 – 4

Bålsta IF – Dalhems IF 2 – 3(efter förlängning)

P18 IK – Rimbo IF 4 – 6

Eneby BK – Vendelsö IK 0 – 5

Östhammars SK – AIK 3 – 4

Surahammars FK – Tyresö FF 1 -2

IFK Skogås – Övergrans IF 0 – 3

IFK Hedemora – Strömsbro/Sätra 1 - 9

Västerås BK 30 – Älvsjö AIK 2 – 1

Gustafs GoIF – Valbo FF 3 – 0

Stensätra IF – Kilafors IF 3 – 1

IFK Ludvika – Borlänge FK 1 – 2

Ornäs BK – IK Huge 1 – 0

Korskrogens IK – Alnö IF 1 – 2

Skutskärs IF – Leksands IF 1 – 2(efter förlängning)

Domsjö IF – Umeå IK FF0 – 2

IFK Timrå – Hudiksvalls ABK 1 – 2

Anundsjö IF – Ope IF 0 – 1

Älandsbro AIK – Sund IF 1 – 2(efter förlängning)

Salsåker/Ullånger – Frösö IF 0 – 4

Piteå IF – Umeå Södra IF 0 – 1

Sörfors IF – Bondshöjdens IK 0 – 2

Lövånger/Uttersjöbäcken – Assi IF 1 – 4

Kiruna BoIS – Alviks IK 0 – 1(efter förlängning)

IFK Arvidsjaur – Burträsk IK 3 -2(efter förlängning)

Hjoltsjö IF – Sandåkersn SK 0 – 4

## Omgång 4
Växjö BK – Östers IF 1 -2

IF Trion – Askeröds If 2- 1

Räbåsens IK – Mallbackens IF 0 – 6

Lysekils FF – Landvetter IF 0 – 2

Brålanda IF – Trollhättans IF 0 – 5

Älvängens IK – Mariedals IK 3 – 2

Moholms SK – Karlslunds IF 1 – 4

Borens IK – Västerås BK 30 0 – 3

Övergrans IF – Dalhelm IF 2- 4

Vendelsö IK – Saltängens BK 7 – 8(efter straffar)

Stensätra IF – Borlänge FK 2 – 5(efter straffar)

Ornäs BK – Bälinge IF 0 – 1

Leksands IF – Strömsbro/Sätra 4 – 1

Gustafs GoIF – Tyresö FF 0 – 2

Rimbo IF – AIK 0 – 2

Bondsjöhöjdens IK – Hudiksvalls ABK 3 – 1

Sund IF – Frösö IF 2 – 3

Alnö IF – Ope IF 0 – 3

Sandåkers SK – Alviks IK 0 – 2

Umeå IK FF – Umeå Södra IF 1 – 4

IFK Arvidsjaur – Assi IF 1 – 2(efter förlängning)

## Omgång 5, Damallsvenska lagen går in
IF Trion – Malmö FF 0 – 7

Östers IF – Wä IF 0 – 6

Älvängens IK – BK Astrio 2 -1

Landvetter IF  - Öxabäcks IF 2 – 7

Mallbackens IF – Jitex BK 0 – 9

Trollhättans IF – GAIS 0 – 3

Västerås BK 30 – Mariestads BoIS 1  - 2

Tyresö FF – Hammarby IF, 0 – 4

Saltängens BK – AIK 0 – 1

Borlänge FK – Karlslunsd IF 0 – 3

Dalhem IF – Bälinge IF 1 – 5

Leksands IF – Gideonsbergs IF 0 – 3

Frösö IF – Ope IF 1 – 4

Bondsjöhöjdens IK – Umeå Södra IF 1 – 3

Alviks IK – Djurgårdens FF 0 – 4

Assi IF – Sunnanå SK 0 – 5

## Åttondel
|  | 31 juli 1991 | Karlslunds IF | 0 – 6   | Jitex BK                                                         |            |            |
|  |              |               | (0 – 2) | Helen Johansson Helen Andersson Carina Samuelsson Anette Hansson | Publik: 42 | Publik: 42 |
|  |              |               |         |                                                                  | Publik: 42 | Publik: 42 |
|  |              |               |         |                                                                  | Publik: 42 | Publik: 42 |

|  | 31 juli 1991 | AIK | 0 – 3   | Gideonsbergs IF                            |            |            |
|  |              |     | (0 – 3) | Ylva Ekendahl Lena Erixon Pärnilla Larsson | Publik: 78 | Publik: 78 |
|  |              |     |         |                                            | Publik: 78 | Publik: 78 |
|  |              |     |         |                                            | Publik: 78 | Publik: 78 |

|  | 31 juli 1991 | Umeå Södra | 0 –2    | Sunnanå SK                        |                  |                  |
|  |              |            | (0 – 1) | Anna Gustavsson Camilla Andersson | Umeå Publik: 115 | Umeå Publik: 115 |
|  |              |            |         |                                   | Umeå Publik: 115 | Umeå Publik: 115 |
|  |              |            |         |                                   | Umeå Publik: 115 | Umeå Publik: 115 |

|  | 31 juli 1991 | Ope | 0 – 3   | Hammarby IF,                                |             |             |
|  |              |     | (0 – 2) | Annika Nyström Pia Sundhage Annelie Ohlsson | Publik: 150 | Publik: 150 |
|  |              |     |         |                                             | Publik: 150 | Publik: 150 |
|  |              |     |         |                                             | Publik: 150 | Publik: 150 |

|  | 31 juli 1991 | Mariestad BoIS | 1 –2    | Öxabäcks IF          |                       |                       |
|  |              | Linda Werner   | (0 – 2) | Anna Levin Pia Syrén | Mariestad Publik: 300 | Mariestad Publik: 300 |
|  |              |                |         |                      | Mariestad Publik: 300 | Mariestad Publik: 300 |
|  |              |                |         |                      | Mariestad Publik: 300 | Mariestad Publik: 300 |

|  | 31 juli 1991 | Wä IF | 0 – 2   | Malmö FF                       |             |             |
|  |              |       | (0 – 2) | Lena Videkull Anneli Andersson | Publik: 125 | Publik: 125 |
|  |              |       |         |                                | Publik: 125 | Publik: 125 |
|  |              |       |         |                                | Publik: 125 | Publik: 125 |

|  | 31 juli 1991 | Bälinge IF | 0 –9    | Djurgårdens FF                                                           |             |             |
|  |              |            | (0 – 4) | Pia Carlsson Annika Larsson Eva Bergsten Helena Johansson Malin Swedberg | Publik: 184 | Publik: 184 |
|  |              |            |         |                                                                          | Publik: 184 | Publik: 184 |
|  |              |            |         |                                                                          | Publik: 184 | Publik: 184 |

|  | 31 juli 1991 | Älvängen                    | 2 –3    | GAIS                         |             |             |
|  |              | Åse Hagborg Jessica Nilsson | (0 – 0) | Åsa Linqvist Linda Andersson | Publik: 400 | Publik: 400 |
|  |              |                             |         |                              | Publik: 400 | Publik: 400 |
|  |              |                             |         |                              | Publik: 400 | Publik: 400 |

## Kvartsfinal
|  | 14 augusti 1991 | Sunnanå SK      | 1 – 3   | Hammarby IF                                   |            |            |
|  |                 | Susanne Hedberg | (0 – 1) | Annika Byström Pia Sundhage Elisabet Hallberg | Publik: 80 | Publik: 80 |
|  |                 |                 |         |                                               | Publik: 80 | Publik: 80 |
|  |                 |                 |         |                                               | Publik: 80 | Publik: 80 |

|  | 14 augusti 1991 | GAIS             | 1 –4    | Gideonsbergs IF         |                     |                     |
|  |                 | Monica Berntsson | (0 – 2) | Ylva Ekendahl Maria Kun | Göteborg Publik: 85 | Göteborg Publik: 85 |
|  |                 |                  |         |                         | Göteborg Publik: 85 | Göteborg Publik: 85 |
|  |                 |                  |         |                         | Göteborg Publik: 85 | Göteborg Publik: 85 |

|  | 14 augusti 1991 | Malmö FF                                                       | 4 – 5 efter förlängning, 1 – 1 efter ordinarie tid | Öxabäcks IF                                                   |                   |                   |
|  |                 | Lena Videkull Angelica Persson Anneli Andersson Malin Lundgren | (0 – 1)                                            | Anneli Andelén Marie Karlsson Malin Ernberg Kerstin Johansson | Malmö Publik: 214 | Malmö Publik: 214 |
|  |                 |                                                                |                                                    |                                                               | Malmö Publik: 214 | Malmö Publik: 214 |
|  |                 |                                                                |                                                    |                                                               | Malmö Publik: 214 | Malmö Publik: 214 |

|  | 14 augusti 1991 | Djurgårdens FF | 1 – 4   | Jitex BK                                                        |                       |                       |
|  |                 | Annika Larsson | (0 – 3) | Malin Frigård, Camilla Fors, Helen Johansson, Anette Nicklasson | Stockholm Publik: 165 | Stockholm Publik: 165 |
|  |                 |                |         |                                                                 | Stockholm Publik: 165 | Stockholm Publik: 165 |
|  |                 |                |         |                                                                 | Stockholm Publik: 165 | Stockholm Publik: 165 |

## Semifinal
|  | 28 augusti 1991 | Gideonsbergs IF                                           | 3 – 1  | Jitex BK         | Arosvallen           |                      |
|  |                 | = Ylva Ekendahl 9′ Pärnilla Larsson 70′ Marie Kolbert 77′ | (1 –1) | Elonor Hultin 6′ | Västerås Publik: 130 | Västerås Publik: 130 |
|  |                 |                                                           |        |                  | Västerås Publik: 130 | Västerås Publik: 130 |
|  |                 |                                                           |        |                  | Västerås Publik: 130 | Västerås Publik: 130 |

|  | 14 augusti 1991 | Öxabäcks IF                          | 2 – 0 | Hammarby IF        | Hagavallen          |                     |
|  |                 | Anneli Andelén 3′ Lillie Persson 87′ | (1–0) | Marie Karlsson 50′ | Öxabäck Publik: 191 | Öxabäck Publik: 191 |
|  |                 |                                      |       |                    | Öxabäck Publik: 191 | Öxabäck Publik: 191 |
|  |                 |                                      |       |                    | Öxabäck Publik: 191 | Öxabäck Publik: 191 |

## Final

### Öxabäck IF – Gideonsbergs IF
|  | 8 september 1991 | Ryavallen000 Borås000 |

|                                                     | Öxabäcks IF | 3 – 2                             | Gideonsbergs IF |  |
| Kerstin Johansson 17′ Ulrika Kristoffersson 40′ 86′ | (2 – 0)     | Åsa Jakobsson 47′ Lena Erixon 61′ |                 |  |
|                                                     |             |                                   |                 |  |

| Startelva: |    |                       |  |  |
|            |    |                       |  |  |
| MV         | 1  | Marina Persson        |  |  |
| F          | 3  | Rebecka Ingemarsson   |  |  |
| F          | 4  | Pia Syrén             |  |  |
| F          | 5  | Kerstin Johansson     |  |  |
| MF         | 6  | Åsa Persson           |  |  |
| MF         | 7  | Anneli Andelén        |  |  |
| MF         | 8  | Katarina Olsson       |  |  |
| MF         | 9  | Pernilla Pettersson   |  |  |
| MF         | 10 | Ulrika Kristoffersson |  |  |
| A          | 13 | Marie Karlsson        |  |  |
| A          | 14 | Anna Levin            |  |  |
| Inhoppare: |    |                       |  |  |
| Avb.       | 11 | Malin Ernberg         |  |  |
| Avb.       | 12 | Anette Henrysson      |  |  |
|            |    |                       |  |  |
|            |    |                       |  |  |
|            |    |                       |  |  |
|            |    |                       |  |  |
|            |    |                       |  |  |
|            |    |                       |  |  |
|            |    |                       |  |  |
|            |    |                       |  |  |
|            |    |                       |  |  |
|            |    |                       |  |  |
|            |    |                       |  |  |
|            |    |                       |  |  |
|            |    |                       |  |  |

| Startelva: |    |                   |  |  |
|            |    |                   |  |  |
| MV         | 1  | Maria Nilsson     |  |  |
| HB         | 2  | Pia Peurala       |  |  |
| MB         | 3  | Åsa Jakobsson     |  |  |
| HB         | 4  | Therese Johansson |  |  |
| MF         | 5  | Susanne Bergström |  |  |
| MF         | 6  | Pärnilla Larsson  |  |  |
| MF         | 7  | Marie Kolbert     |  |  |
| MF         | 8  | Catarina Gjellan  |  |  |
| A          | 9  | Lena Erixon       |  |  |
| A          | 10 | Maria Kun         |  |  |
| A          | 11 | Ylva Ekendahl     |  |  |
| Inhoppare: |    |                   |  |  |
| Avb.       | 12 | Marika Karlsson   |  |  |
| Avb.       | 13 | Anette Sjölind    |  |  |
|            |    |                   |  |  |
|            |    |                   |  |  |
|            |    |                   |  |  |
|            |    |                   |  |  |
|            |    |                   |  |  |
|            |    |                   |  |  |
|            |    |                   |  |  |
|            |    |                   |  |  |
|            |    |                   |  |  |
|            |    |                   |  |  |
|            |    |                   |  |  |
|            |    |                   |  |  |
|            |    |                   |  |  |

| Domare: Ingrid Johansson Ass. domare: & |

### Fotnoter
1. ↑   Årets fotboll 1992
2. ↑   VLT 1/8 1991
3. ↑  VLT 15/8 1991
4. ↑   VLT 29/8 1991
5. ↑  ”Arkiverade kopian”. Arkiverad från originalet den 26 november 2015. https://web.archive.org/web/20151126035732/http://www.oppetarkiv.se/video/3764787/folksam-cup-i-fotboll-dam-finalen-1991. Läst 25 november 2015.